# Кирпичный Завод (станция)
Кирпи́чный Заво́д — железнодорожная станция Октябрьской железной дороги на 7-м километре линии Мельничный Ручей — Невская Дубровка. Расположена между платформами Щеглово и Радченко в одноимённом посёлке Всеволожского района Ленинградской области.

## История
Станция Кирпичный Завод открыта в составе Ириновской железной дороги в 1896 году и названа по находившемуся рядом заводу, производившему стройматериалы, в том числе кирпич.

КИРПИЧНЫЙ ЗАВОД — при станции с тем же названием Шлиссельбургской жел. дороги 1 двор, 21 м. п., 5 ж. п., всего 26 чел.; завод кирпичный. (1896 год)

На дореволюционных картах обозначалась как платформа Кирпичная (Кирпичный).

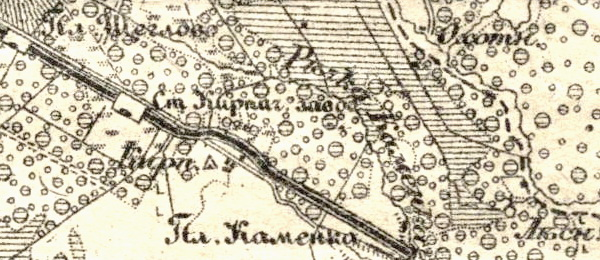
Станция Кирпичный Завод. 1921 год

Электрифицирована в 1967 году в составе участка Мельничный Ручей — Невская Дубровка.
На 1981 год на станции осуществлялись продажа билетов на поезда местного и дальнего следования с приёмом и выдачей багажа, а также приём и выдача грузов на подъездных путях и повагонными отправками открытого хранения в местах общего пользования.

## Описание
Станция находится в Щегловском сельском поселении Всеволожского района Ленинградской обалсти на участке Мельничный Ручей — Невская Дубровка. На станции четыре пути и высокая островная платформа между первым и вторым путями. Путевое развитие представлено также подъездным путём на промзону «Кирпичный Завод», двумя неиспользуемыми вытяжными путями в каждой горловине, а также разобранным подъездным путём в западной горловине станции. Электрифицированы только первый и второй пути. Часть стрелочных переводов на станции имеет ручное управление.
Имеется одна островная платформа и билетная касса. На станции останавливаются все проходящие через неё пригородные электропоезда. В ряде случаев на станции разъезжаются электропоезда. Для ряда электропоездов станция является конечной.
К северу от станции расположена промзона «Кирпичный Завод-Щеглово», принадлежащая Щегловскому сельскому поселению, к югу от станции расположена промзона «Кирпичный Завод», принадлежащая городу Всеволожску.

## Фотогалерея

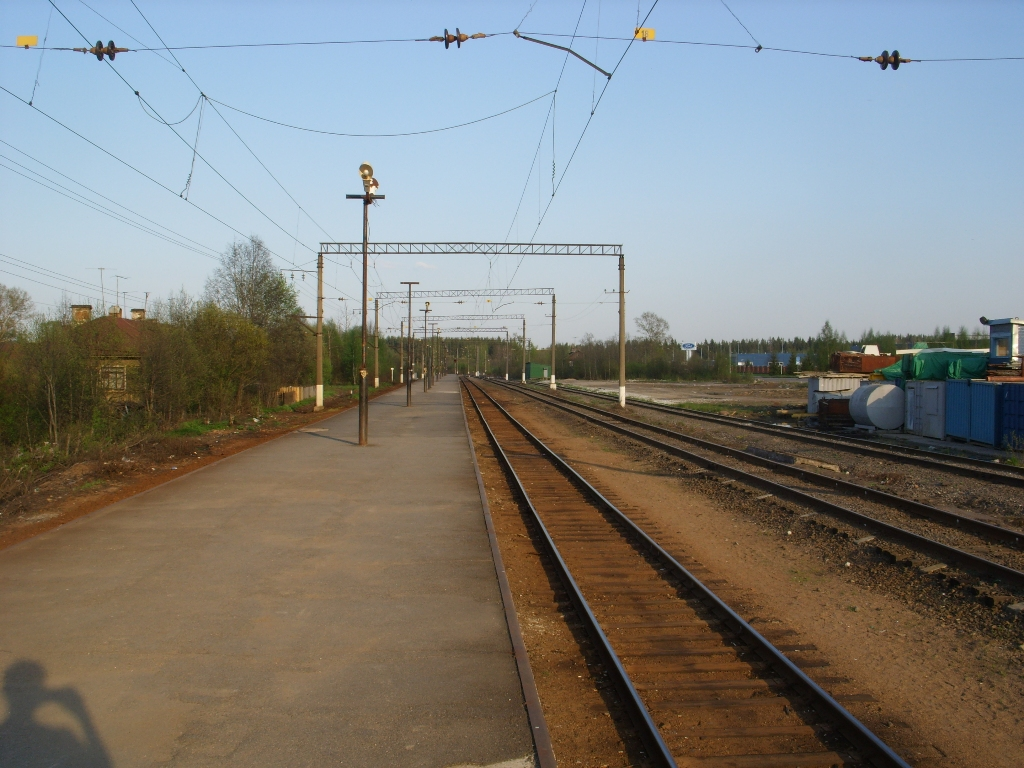
Вид в сторону Петрокрепости
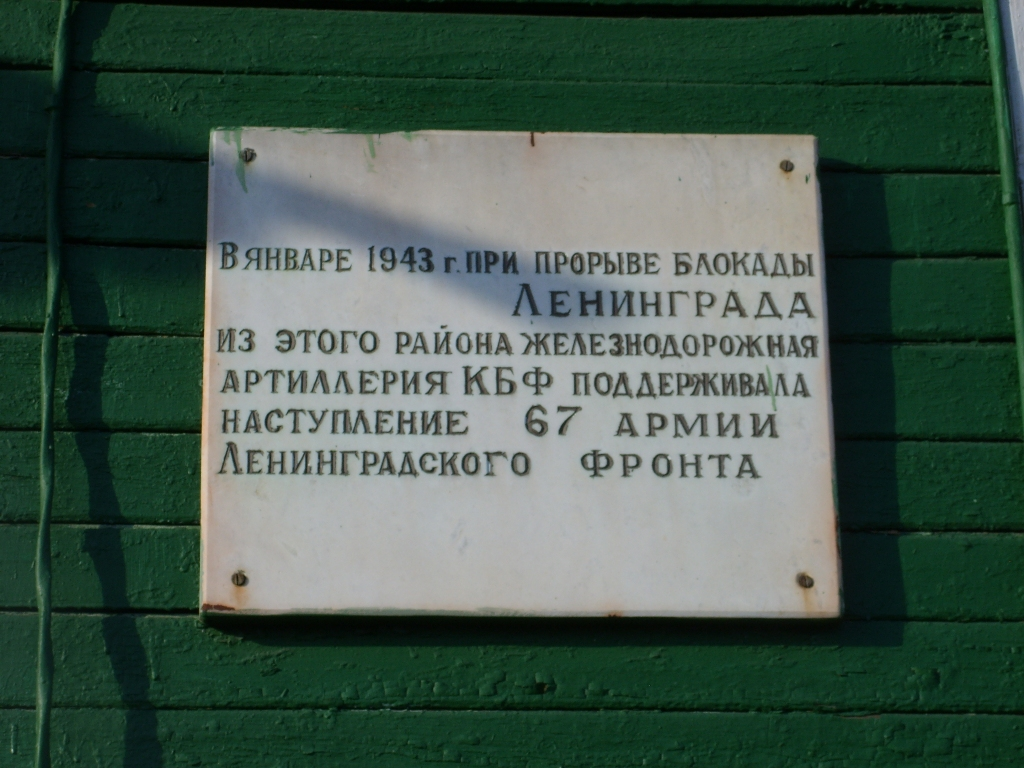
Мемориальная доска на станционном здании